# Antonín Ettrich
Antonín Ettrich var en tjeckoslovakisk längdåkare som tävlade under 1920-talet.
Ettrich var med i det första världsmästerskapet 1925 och slutade där trea på 50 kilometer.